# ليو بيريرا
ليو بيريرا (بالبرتغالية: Leonardo Pereira‏) (31 يناير 1996 بكوريتيبا في البرازيل - ) هو لاعب كرة قدم برازيلي في مركز الدفاع. شارك مع منتخب البرازيل تحت 17 سنة لكرة القدم ومنتخب البرازيل تحت 20 سنة لكرة القدم. أما مع النوادي، فقد لعب مع أتلتيكو باراناينسي وGuaratinguetá Futebol ‏.

## وصلات خارجية
- ليو بيريرا على موقع الاتحاد الدولي (مؤرشف)  (الإنجليزية)
- ليو بيريرا على موقع الدوري الأمريكي (الإنجليزية)
- ليو بيريرا على موقع إي إس بي إن إف سي (الإنجليزية)
- ليو بيريرا على موقع قاعدة بيانات كرة القدم.إي يو (الإنجليزية)
- ليو بيريرا على موقع Soccerway.com (الإنجليزية)